# Bertrand Peigné
Bertrand Peigné (1971) is een Frans componist, muziekpedagoog en saxofonist.

## Levensloop
Peigné studeerde harmonie, contrapunt, fuga, orkestratie, muziekgeschiedenis en muziekanalyse aan het Conservatoire national supérieur de musique te Parijs. Hij behaalde een aantal eerste prijzen. Hij is als saxofonist in verschillende ensembles bezig, zoals in het saxofoonkwartet "Emphasis" sinds 10 jaar als sopraansaxofonist. Hij is docent aan het Conservatoire à rayonnement départemental d’Aulnay-sous-Bois en directeur van de L'École Nationale de Musique de Pantin
Hij is eveneens Co-auteur van een boek over André Messager, dat gepubliceerd werd in 2003 onder leiding van Benoît Duteurtre. Verder werkte hij als vrije medewerker voor Radio France. Hij schreef ook meerdere artikelen in het gebied van de muziekgeschiedenis voor het tijdschrift "Classica".
Hij schreef een geachte bewerking van Mozarts Die Zauberflöte voor blazersbezetting. Als componist schreef hij kamermuziek, koorwerken, en werken voor harmonieorkest.

## Composities

### Werken voor harmonieorkest
- 2008 Keenness, kleine suite voor harmonieorkest  
  1. Misterioso
  2. Energico
  3. Burlando
  4. Tristamente
- Chanson de Guebwiller, voor groot saxofoon-ensemble
- Slot Racing, voor harmonieorkest

### Vocale muziek
- Chansons sur des poèmes d’Alfred de Musset, zangcyclus voor zangstem en piano

### Kamermuziek
- Dvorakarian, variaties voor saxofoonkwartet over een thema van Antonín Dvořák
- El Dourrhaïm, voor saxofoonkwartet
- L'Album des Souvenirs, tien stukken voor altsaxofoon en piano
- Spirit of Highlands, voor saxofoonkwartet